# Bidis
Bidis (Βῖδις in greco) era un'antica colonia greca situata nel territorio dell'odierno comune di  Acate e corrisponde all' attuale Contrada Biddine Soprana.  La posizione del sito è incerta, tuttavia si pensa possa trovarsi presso la contrada Poggio Bidini , la stessa in cui sono stati rinvenuti i resti di un villaggio preistorico .

## Storia

### Epoca greca
La città venne fondata dai greci corinzio-siracusani al tempo della fondazione di Kamarina (598 a.C.) come avamposto sulla strada che da Siracusa portava a Gela, Akragas per finire a Selinunte, passando da Akrai e Kasmenai, in modo da evitare il passaggio lungo il basso Ibleo e da Hybla Heraia.
La città basò la propria economia sul commercio vista la strategica posizione sulla via Selinuntina, vera e propria sentinella sul guado del fiume Dirillo. Nei pressi sorgeva la città di Kamarina e l'abitato ellenistico di Scornavacche, dove negli scavi sono venuti alla luce numerose fornaci per la cottura d'argilla.
Cicerone cita Bidis dicendo che vi si trovava una palestra .
Sull'esatta ubicazione tuttavia non c'è concordanza, c'è chi sostiene infatti che Cicerone si riferisse ad un villaggio nei pressi dell'odierna città di Vizzini, altri ancora ad un sito tra Siracusa e Akrai, di questo ultimo parere sono alcuni cartografi del Settecento, come Guillaume Delisle (1675 - 1726) che, nella sua Siciliae Antiquae quae et Sicania et Trinacria dicta Tabula Geographica colloca Bidis nelle vicinanze di Cacyrum, l'attuale Cassaro.
Per altri storici e cartografi Bidis si trovava poco più a nord dell'attuale Floridia. Come si può constatare, così come per secoli si è discussa dell'ubicazione di Casmene, anche per Bidis ci sono stati e ci sono tuttora pareri contrastanti.